# 曹圭昌
曹 圭昌（チョ・ギュチャン、朝鮮語: 조규창/曺圭昌、1925年11月22日 - 2002年10月12日）は、大韓民国の政治家。第10代大韓民国国会議員。

## 経歴
1925年11月22日に生まれた。ソウル大学校商科大学を3年修了したあと渡米し、ウィルミントン大学を卒業後、オハイオ州立大学大学院を経てカリフォルニア大学大学院国際貿易学科を修了した。その後国連軍総司令部、在米韓国人商工会、韓美通信で勤めたのち、1978年12月12日に実施された第10代総選挙に浦項・迎日・永川・鬱陵地区から新民党の公認で立候補して当選し、国会議員となった。
2002年10月12日、アメリカ合衆国ミシガン州デトロイトで持病のため79歳で死去した。